# Teoria de l'estimació
La teoria de l'estimació és una branca de l'estadística que s'ocupa d'estimar els valors dels paràmetres a partir de dades empíriques mesurades que tenen un component aleatori. Els paràmetres descriuen una configuració física subjacent de manera que el seu valor afecta la distribució de les dades mesurades. Un estimador intenta aproximar els paràmetres desconeguts mitjançant les mesures. En teoria de l'estimació, generalment es consideren dos enfocaments:
- L'enfocament probabilístic (descrit en aquest article) suposa que les dades mesurades són aleatòries amb una distribució de probabilitat que depèn dels paràmetres d'interès.
- L'enfocament de pertinença de conjunt suposa que el vector de dades mesurat pertany a un conjunt que depèn del vector de paràmetres.

Exemples
Per exemple, es vol estimar la proporció d'una població de votants que votarà per un candidat determinat. Aquesta proporció és el paràmetre que es busca; l'estimació es basa en una petita mostra aleatòria de votants. Alternativament, es vol estimar la probabilitat que un votant voti per un candidat determinat, en funció d'algunes característiques demogràfiques, com ara l'edat.
O, per exemple, al radar l'objectiu és trobar la gamma d'objectes (avions, vaixells, etc.) mitjançant l'anàlisi del temps de trànsit bidireccional dels ecos rebuts dels polsos transmesos. Com que els polsos reflectits estan inevitablement incrustats en el soroll elèctric, els seus valors mesurats es distribueixen aleatòriament, de manera que s'ha d'estimar el temps de trànsit.
Com a altre exemple, en la teoria de la comunicació elèctrica, les mesures que contenen informació sobre els paràmetres d'interès s'associen sovint amb un senyal sorollós.
Els estimadors d'ús habitual (mètodes d'estimació) i els temes relacionats amb ells inclouen:
- Estimadors de màxima versemblança.
- Estimadors de Bayes.
- Mètode dels estimadors de moments.
- Cramér–Rao lligat.
- Mínims quadrats.
- Error quadrat mitjà mínim (MMSE), també conegut com a error quadrat mínim de Bayes (BLSE).
- Màxim a posteriori (MAP).
- Estimador no esbiaixat de variància mínima (MVUE).
- Identificació de sistemes no lineals.
- Millor estimador lineal imparcial (BLAU).
- Estimadors no esbiaixats — vegeu el biaix de l'estimador.
- Filtre de partícules.
- Cadena de Markov Montecarlo (MCMC).
- Filtre de Kalman i els seus diferents derivats.
- Filtre Wiener.